# Eufingen

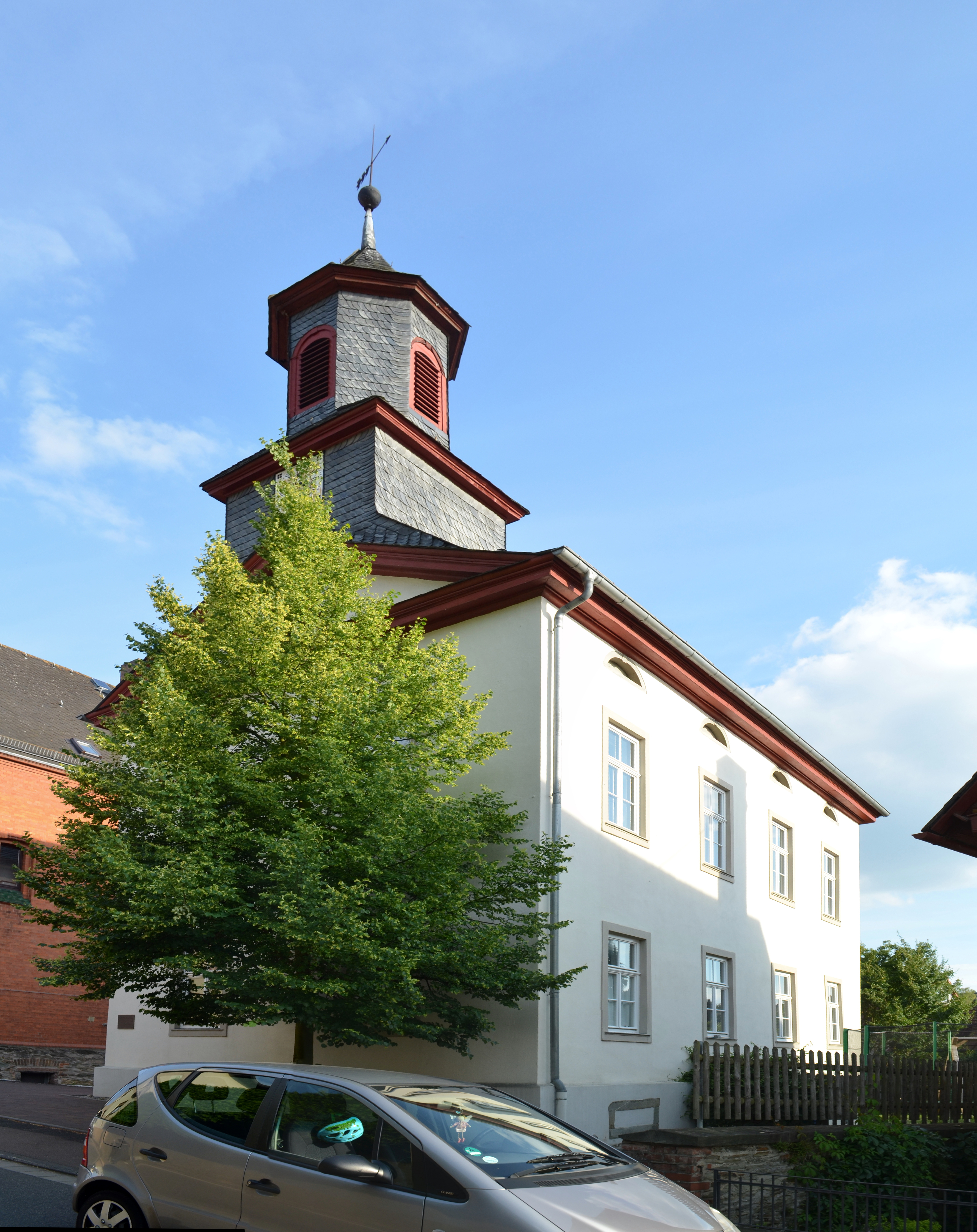
Alte Schule an der Eufinger Straße 28

Eufingen war eine selbständige Gemeinde, die im Jahr 1824 mit dem Nachbarort Dauborn zusammengeschlossen wurde. Die dadurch entstandene Gemeinde Dauborn ist seit dem 1. Oktober 1971 ein Ortsteil der Gemeinde Hünfelden im mittelhessischen Landkreis Limburg-Weilburg. Die beiden Orte wuchsen an der Lais- und Grubenstraße so zusammen, dass heute die Übergänge kaum noch zu erkennen sind.
Da Eufingen Pfarrfiliale Gnadenthals war und keine eigene Kirche besaß, wurde die barocke Dauborner Kirche an der Nassauer Straße 53 seit dem Zusammenschluss gemeinsam genutzt.

## Gesamtanlage Eufinger Straße
Eufingen besitzt an der gleichnamigen Straße einen ungestörten Ortskern hauptsächlich aus Fachwerkbauten des 18. Jahrhunderts. Er liegt zwischen der Wörsbachniederung und dem Hügelrücken der ehemaligen Hohen Straße, im Norden tangiert von der Hessenstraße. An der Bergseite reihen sich einige große Giebelhäuser (Nr. 23–29).
Die sogenannte Alte Schule von 1832, ihres Giebeltürmchens wegen fast kirchenähnlich, und die sogenannte Neue Schule aus dem Jahr 1900 gruppieren sich auf der Südseite und werden ergänzt durch die sogenannte Alte Bäckerei. Eine Zeile kleiner, traufständiger Wohnhäuser teilweise aus dem 17. Jahrhundert schließt den Schulplatz ab. Am westlichen Ende markiert eine großzügige Hofreite den Beginn der Gesamtanlage.